# Cantone di Les Andelys
Il Cantone di Les Andelys è una divisione amministrativa dell'arrondissement di Les Andelys.
A seguito della riforma approvata con decreto del 25 febbraio 2014, che ha avuto attuazione dopo le elezioni dipartimentali del 2015, è passato da 20 a 41 comuni.

## Composizione
I 20 comuni facenti parte prima della riforma del 2014 erano:
- Les Andelys
- Boisemont
- Bouafles
- Corny
- Courcelles-sur-Seine
- Cuverville
- Daubeuf-près-Vatteville
- Fresne-l'Archevêque
- Guiseniers
- Harquency
- Hennezis
- Heuqueville
- Muids
- Notre-Dame-de-l'Isle
- Port-Mort
- La Roquette
- Suzay
- Le Thuit
- Vatteville
- Vézillon

Dal 2015 i comuni appartenenti al cantone sono i seguenti 41:
- Les Andelys
- Berthenonville
- Boisemont
- Bois-Jérôme-Saint-Ouen
- Bouafles
- Bus-Saint-Rémy
- Cahaignes
- Cantiers
- Château-sur-Epte
- Civières
- Corny
- Cuverville
- Dampsmesnil
- Daubeuf-près-Vatteville
- Écos
- Écouis
- Fontenay
- Forêt-la-Folie
- Fourges
- Fours-en-Vexin
- Fresne-l'Archevêque
- Guiseniers
- Guitry
- Harquency
- Hennezis
- Heubécourt-Haricourt
- Heuqueville
- Mesnil-Verclives
- Mézières-en-Vexin
- Muids
- Notre-Dame-de-l'Isle
- Panilleuse
- Port-Mort
- Pressagny-l'Orgueilleux
- La Roquette
- Suzay
- Le Thuit
- Tilly
- Tourny
- Vatteville
- Vézillon